# 张远 (病理学家)
张远（英語：Yuan Chang，1959年11月17日—），生于台湾台北市，擁有中華民國與美國國籍之美國臺灣裔病理学家。她参与发现了七种已知的人类肿瘤病毒中的两种——卡波济氏肉瘤疱疹病毒（KSHV）与梅克尔多元癌细胞病毒（MCV）。

## 生平
张远出生于台湾台北，5岁时随全家移民美国，在犹他州盐湖城长大。她毕业于犹他大学并获医学博士学位，后在斯坦福大学做博士后研究，并任教于哥伦比亚大学。现为匹兹堡大学病理系教授。
1994年，她与丈夫帕特里克·摩尔（Patrick S. Moore）共同发现了卡波济氏肉瘤疱疹病毒（KSHV），又被称为人类疱疹病毒8型（HHV-8）。2008年，张远、摩尔与同事冯会臣、習田昌裕（Masahiro Shuda）一同发现了引起默克尔细胞癌的默克尔多元癌细胞病毒（MCV）。

## 荣誉
张远曾获得过羅伯·柯霍獎（Robert Koch Prize）、查尔斯·莫特奖（Charles S. Mott Prize）、保罗·马科思奖（Paul Marks Prize）等奖项。2012年，她当选美国国家科学院院士。2017年，入選湯森路透引文桂冠獎。